# Ikonostas

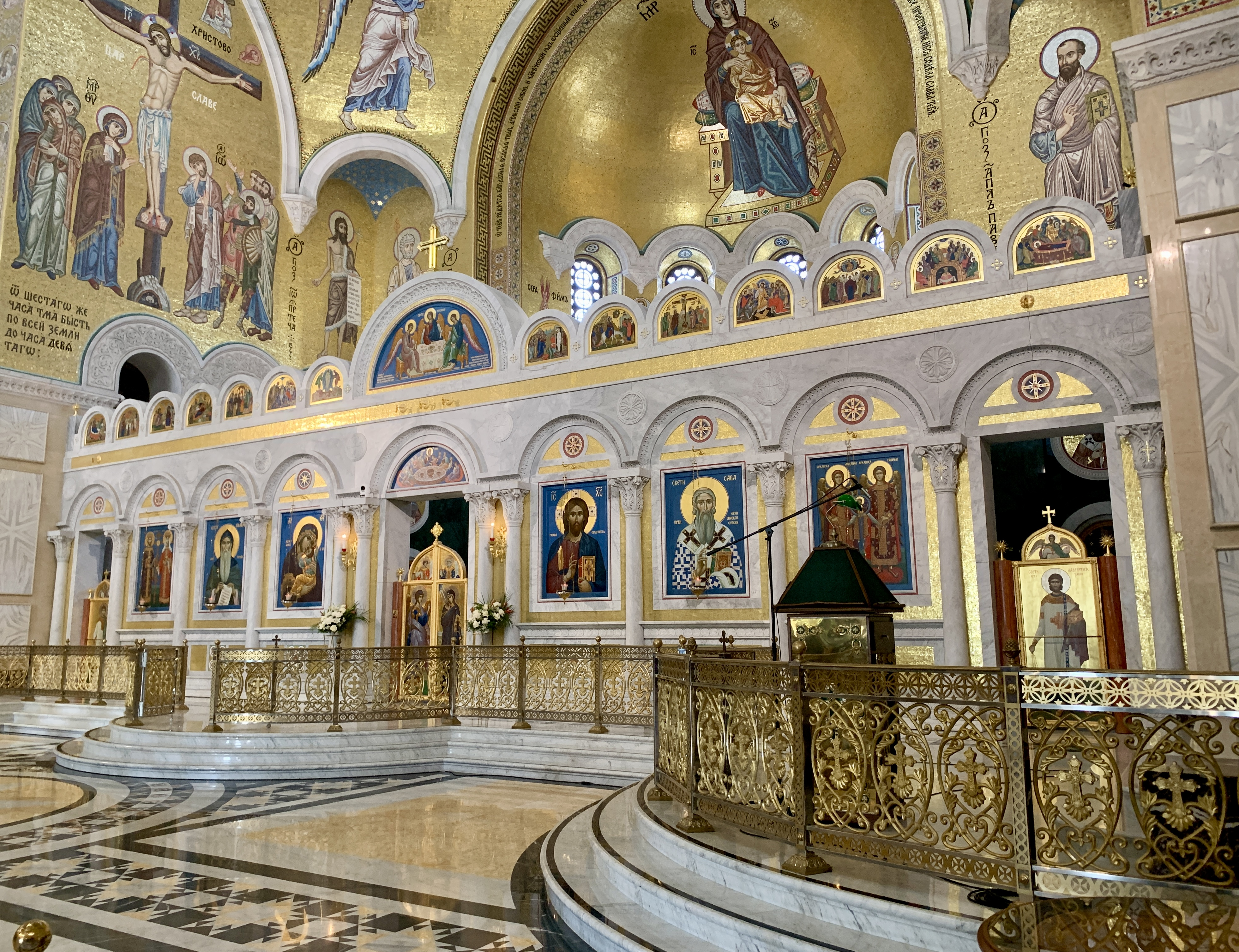
En av ikonostaserna i Sankt Savas kyrka i Belgrad i Serbien.

Ikonostas (av grekiska εἰκών, "bild", och στάσις, "ställande"; grekiska: eικονοστάσιο; kyrkslaviska: Ї҆кѡноста́съ) är en skärmliknande vägg med ikoner  och portar som i det ortodoxa kyrkorummet skiljer koret (det heligaste, sanctuarium) från det för församlingen avsedda rummet.

## Ikonostasen

### Portar
Genom ikonostasen leder tre portar. Den mellersta, den kungliga porten, leder fram till altaret och är den förnämsta. Den högra leder till en sakristia, kallad diakonikon, och den vänstra leder till prothesis, ett litet rum, där nattvardsgåvorna tillreds inför gudstjänsten.
Det finns också ikonostaser som har fem portar, som till exempel ikonostasen i Folkets frälsnings katedral i Rumänien, som dessutom är världens största ikonostas.

### Ikoner
En ikonostas brukar alltid ha en ikon på vänstra sidan av den kungliga porten föreställande Jungfru Maria (Guds Moder) och Jesusbarnet. På höger sida av den kungliga porten finns det en ikon föreställande Jesus. Exempel på andra personer som förekommer är de tolv apostlarna, Johannes Döparen, ärkeänglarna Gabriel och Mikael.

### Material
En ikonostas kan vara gjord av sten, trä eller metall.

## Bilder

Ikonostasen i Vårfrukyrkan i Göteborg.
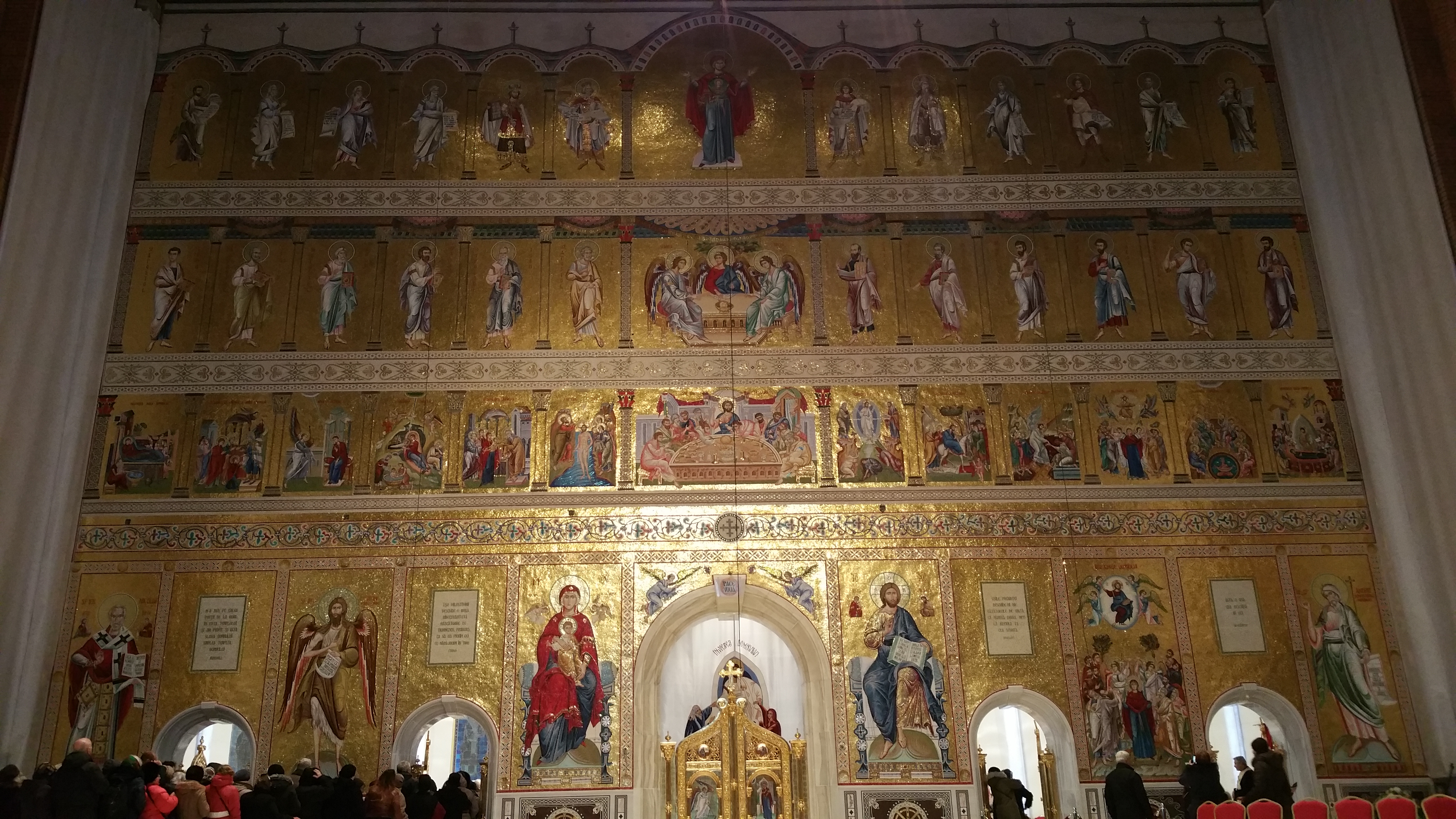
Ikonostasen i Folkets frälsnings katedral i Rumänien är världens största ikonostas.
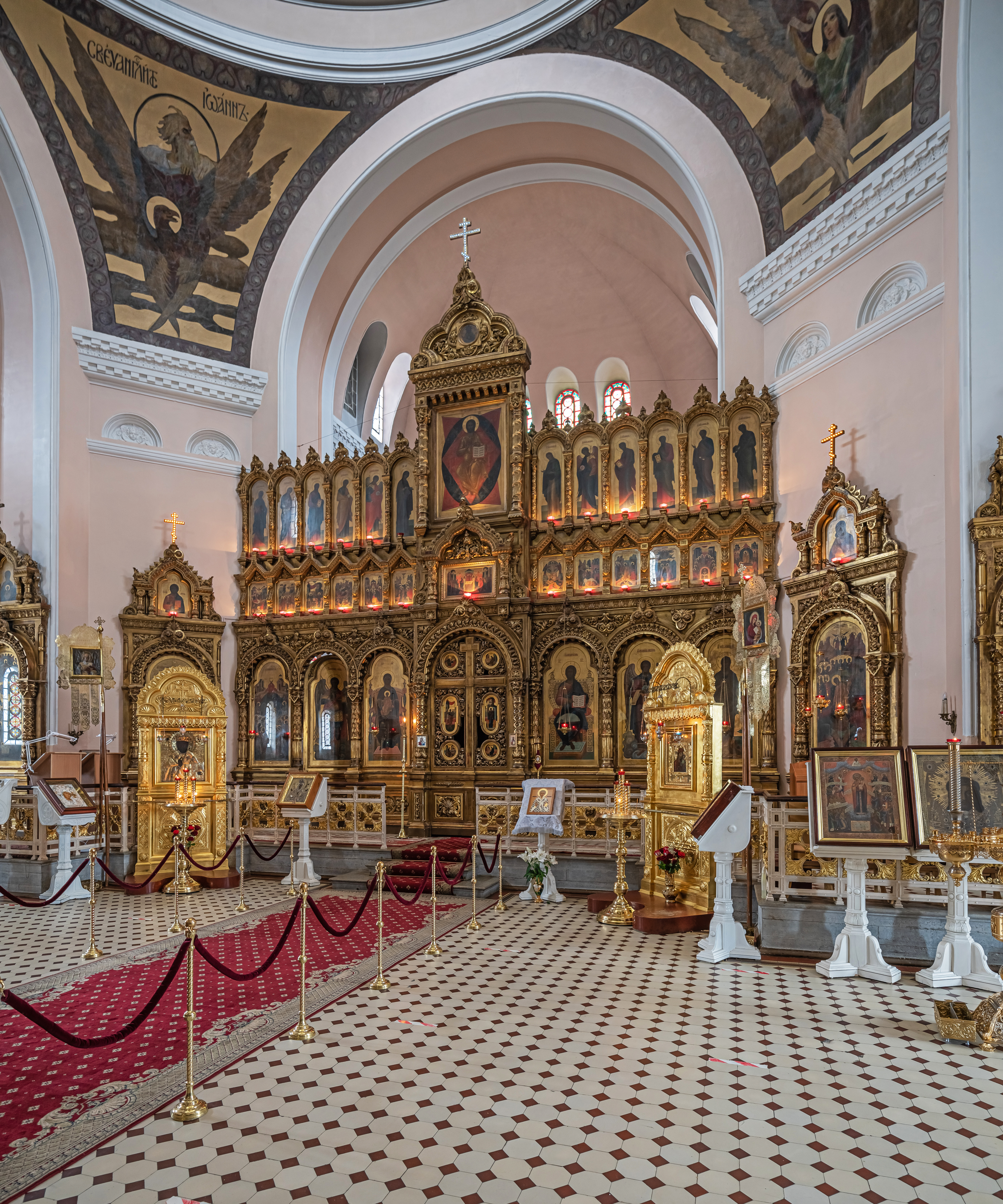
Ikonostasen i Uppståndelsekatedralen i Estland.
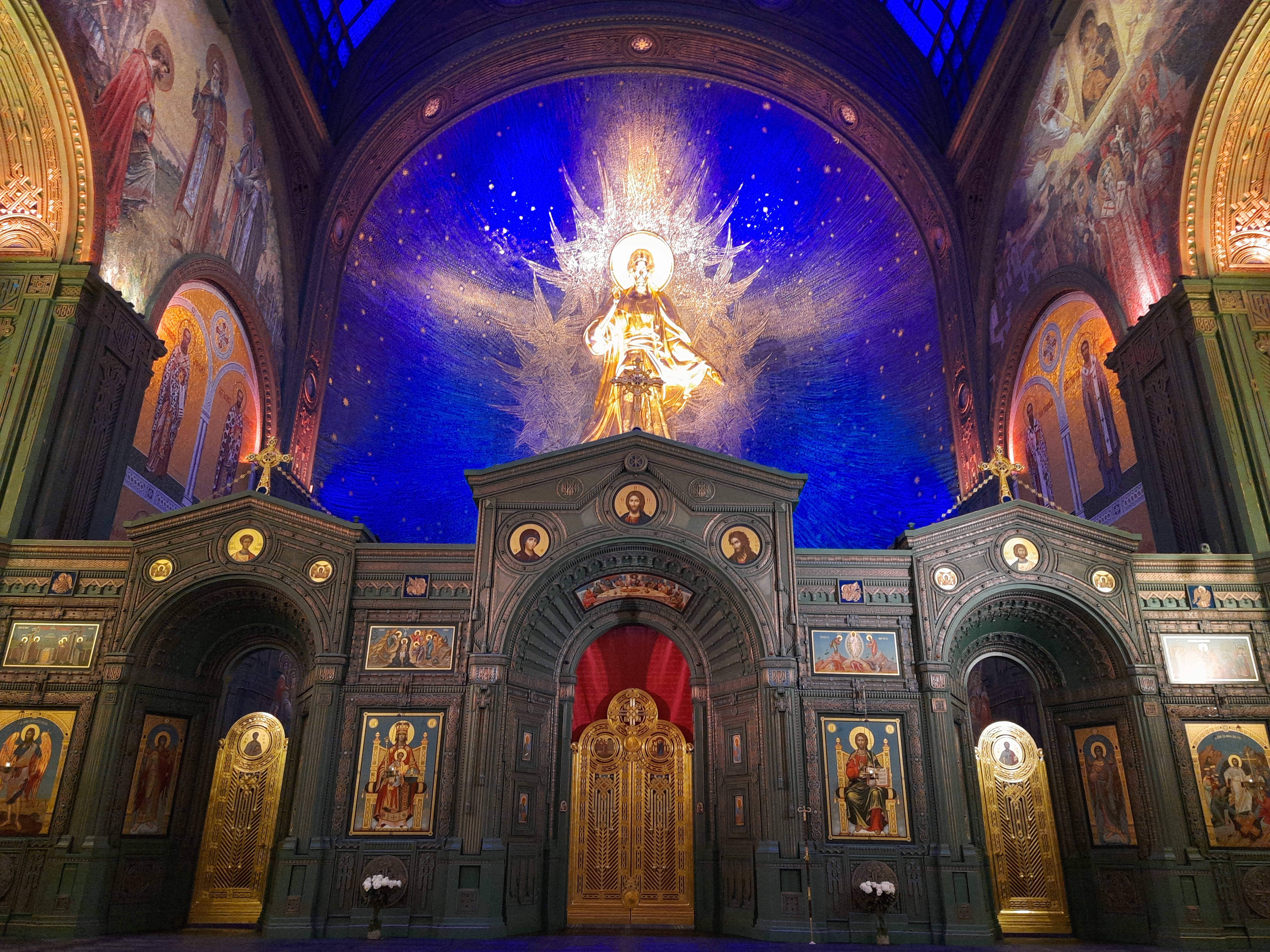
En av ikonostaserna i Ryska federationens väpnade styrkors huvudkatedral i Ryssland.
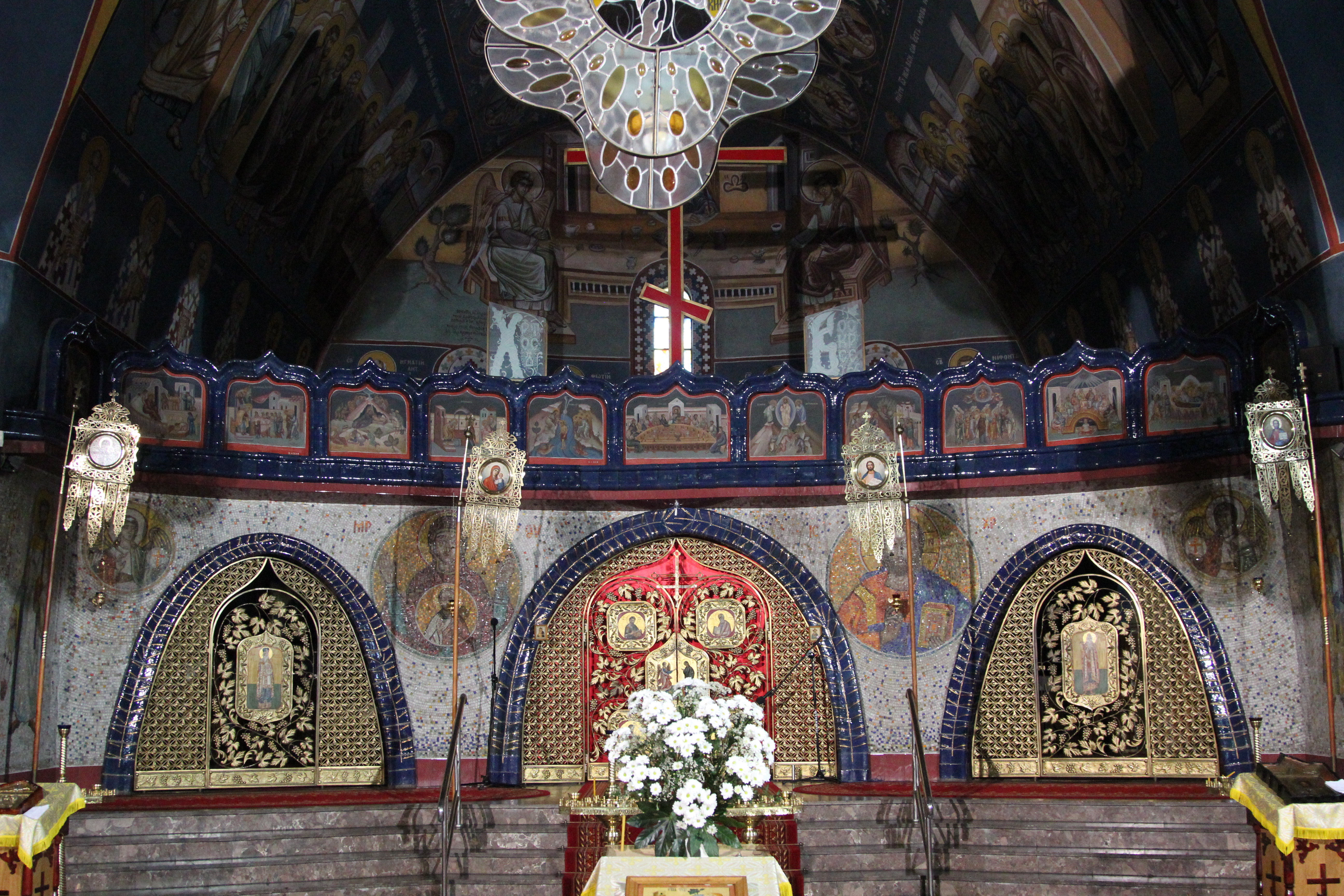
Ikonostasen i Heliga Treenighetens katedral i Polen.
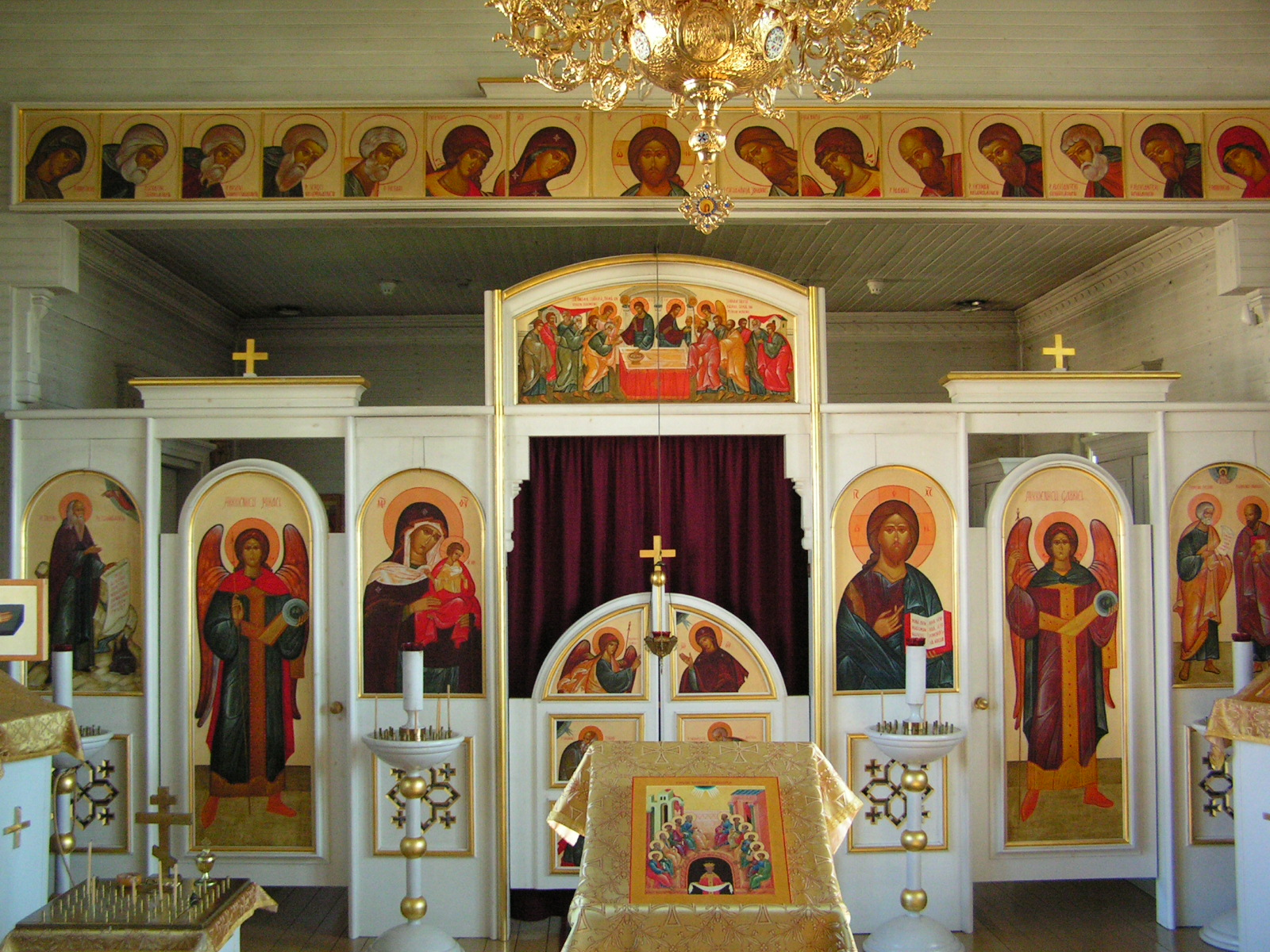
Ikonostasen i Heliga apostlarna Petrus och Paulus kyrka i Finland.
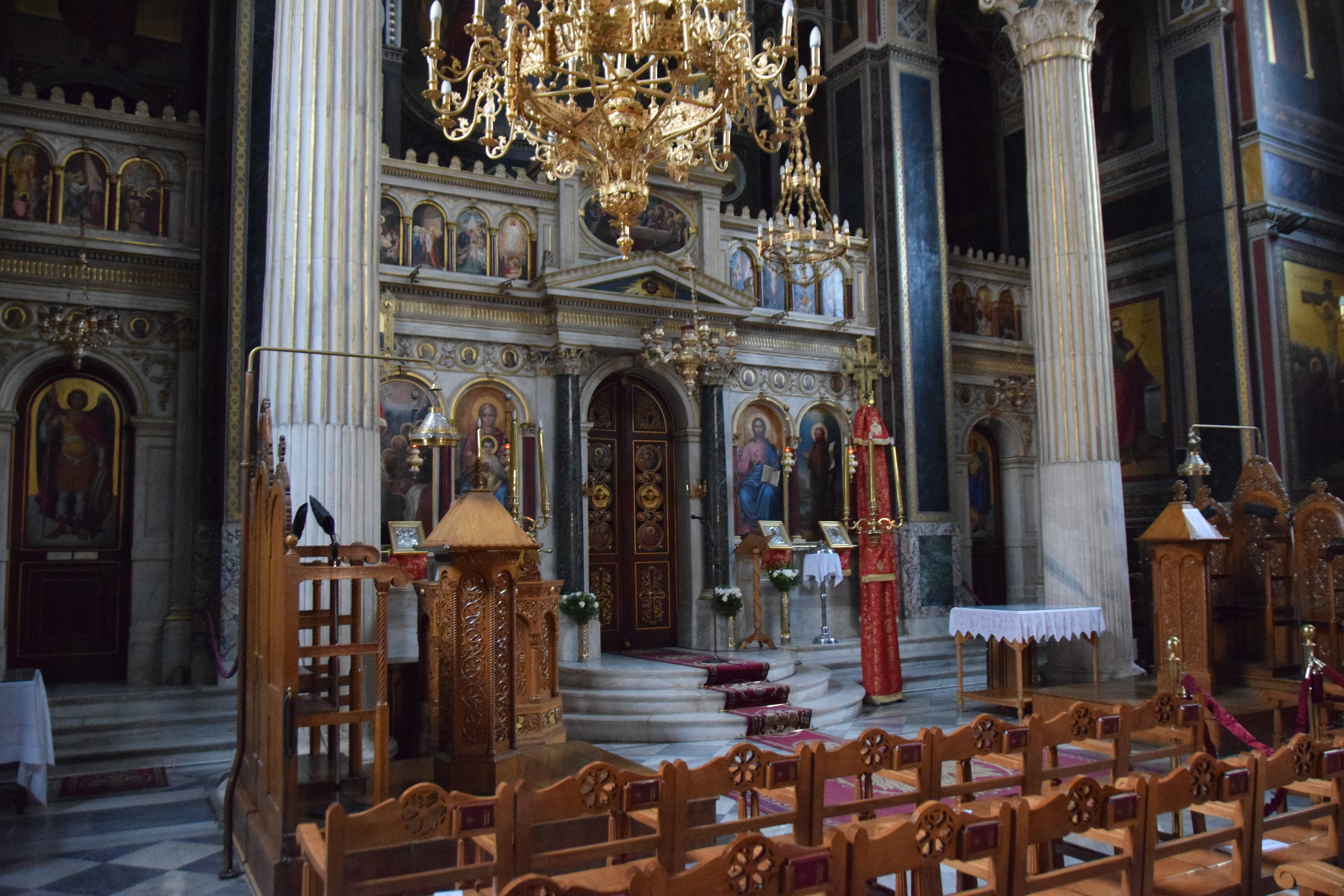
Ikonostasen i Panagía Chrysospiliótissankyrkan i Grekland.
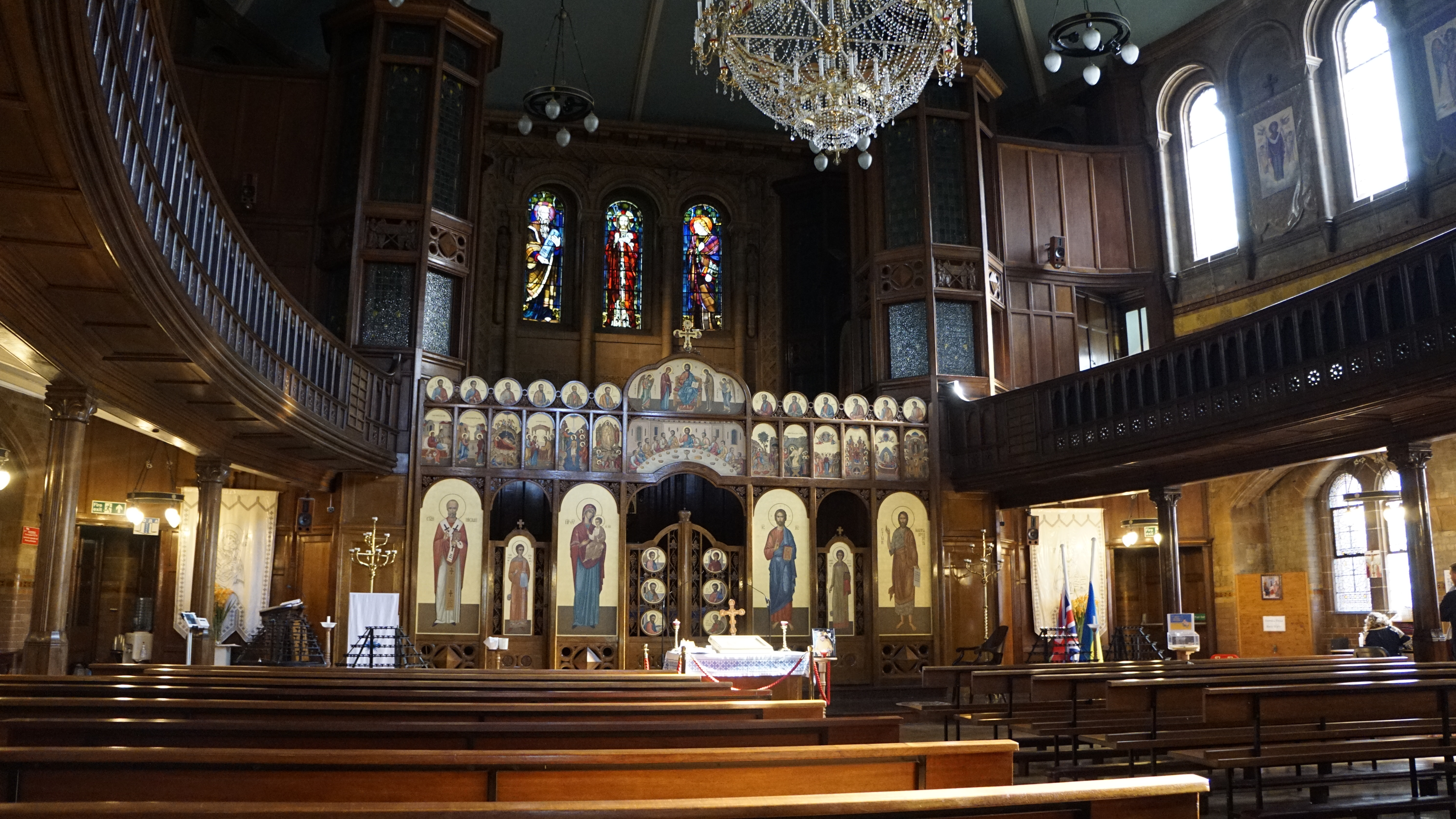
Ikonostas i en ukrainsk grekisk-katolsk katedral i Storbritannien.